# 艾费尔水渠
艾费尔水渠（德語：Eifelwasserleitung）是羅馬帝國最長的水渠之一。水渠建於公元80年，將水從現在德國的艾费尔丘陵地區輸送到今日的科隆（當時稱 Colonia Claudia Ara Agrippinensium，意為「克勞蒂亞·阿格里皮娜的殖民地」）。建築長度約95公里，如果包括附加彈簧的輔助支線，則長度為130公里。該建築幾乎完全在地下，水流完全由重力產生。需要幾座橋樑，包括一座長達1,400米的橋樑，才能跨越山谷。與其他一些著名的古羅馬水渠不同，艾费尔水渠經過專門設計，可最大限度地減少地上部分，以保護其免受損壞和凍結。